# Håkan Runevad
Håkan Runevad, född 28 september 1957 i Falkenberg, är en revyartist och har gjort mer än 1000 föreställningar och över 20 revysäsonger i Falkenbergsrevyn som är Sveriges största nyårsrevy med publikrekord på 28 800 från 2019.
Håkan Runevad är delägare i Falkenbergsrevyn AB vilken han driver tillsammans med Magnus Wernersson och Bertil Schough sedan 1997. 
Runevad har vunnit revy-SM fem gånger. Första gången var 1993 med ”Årskavalkaden” och därefter "Viagra-rappen" 1999, "Finska pinnar" 2002, "Köttfarsen" 2008 och "Som en saga" 2012.
Har också medverkat i tv serien  Falkenberg forever på SvT 2020.

Runevad har skrivit texten till en låt på Bertil Schoughs CD-skiva Siktet upp som heter "Nu är det fest".